# شب النهار

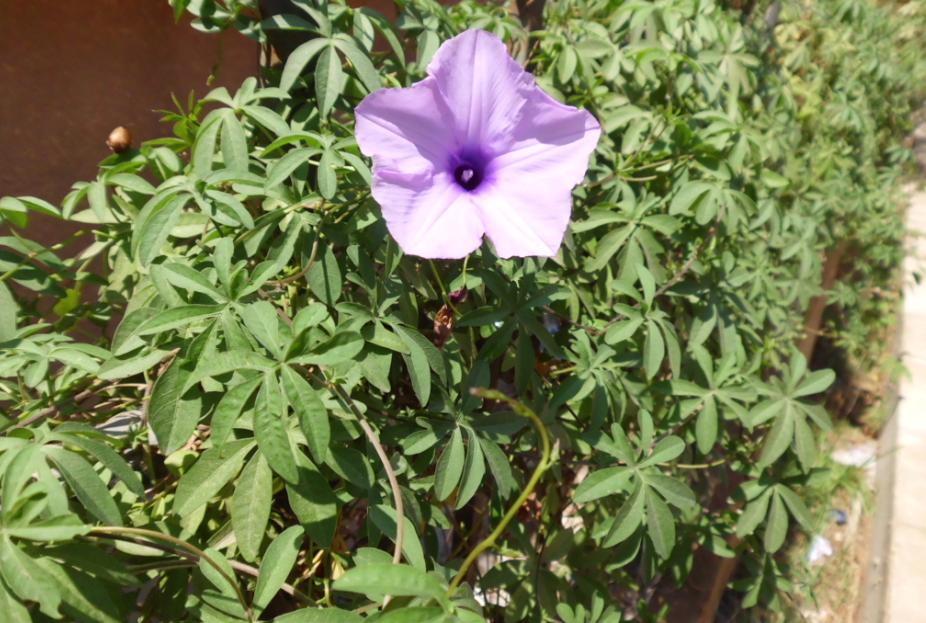
ست الحسن في القاهرة

شب النهار يسمى أيضا ست الحسن، جلاب، طريبه، سلك التليفون، ايبوميا (الاسم العلمي: Ipomoea cairica) (بالإنجليزية: Cairo Morning Glory)‏، هو نبات متسلق يزرع بجوار الأسوار والتعريشات ويتسلق عليها ويتكاثر بالبذور التي تزرع في فبراير ومارس.

## معرض صور

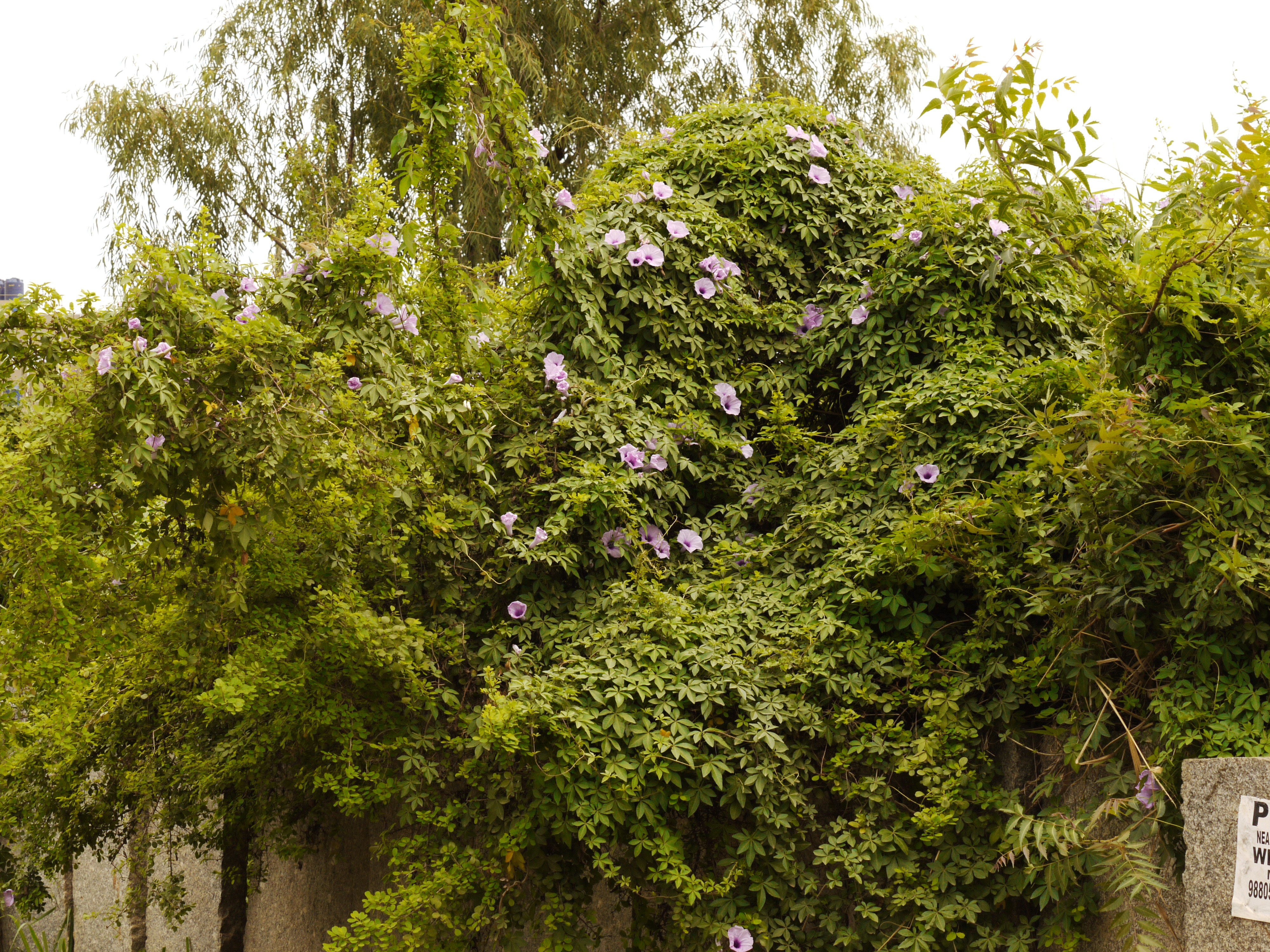
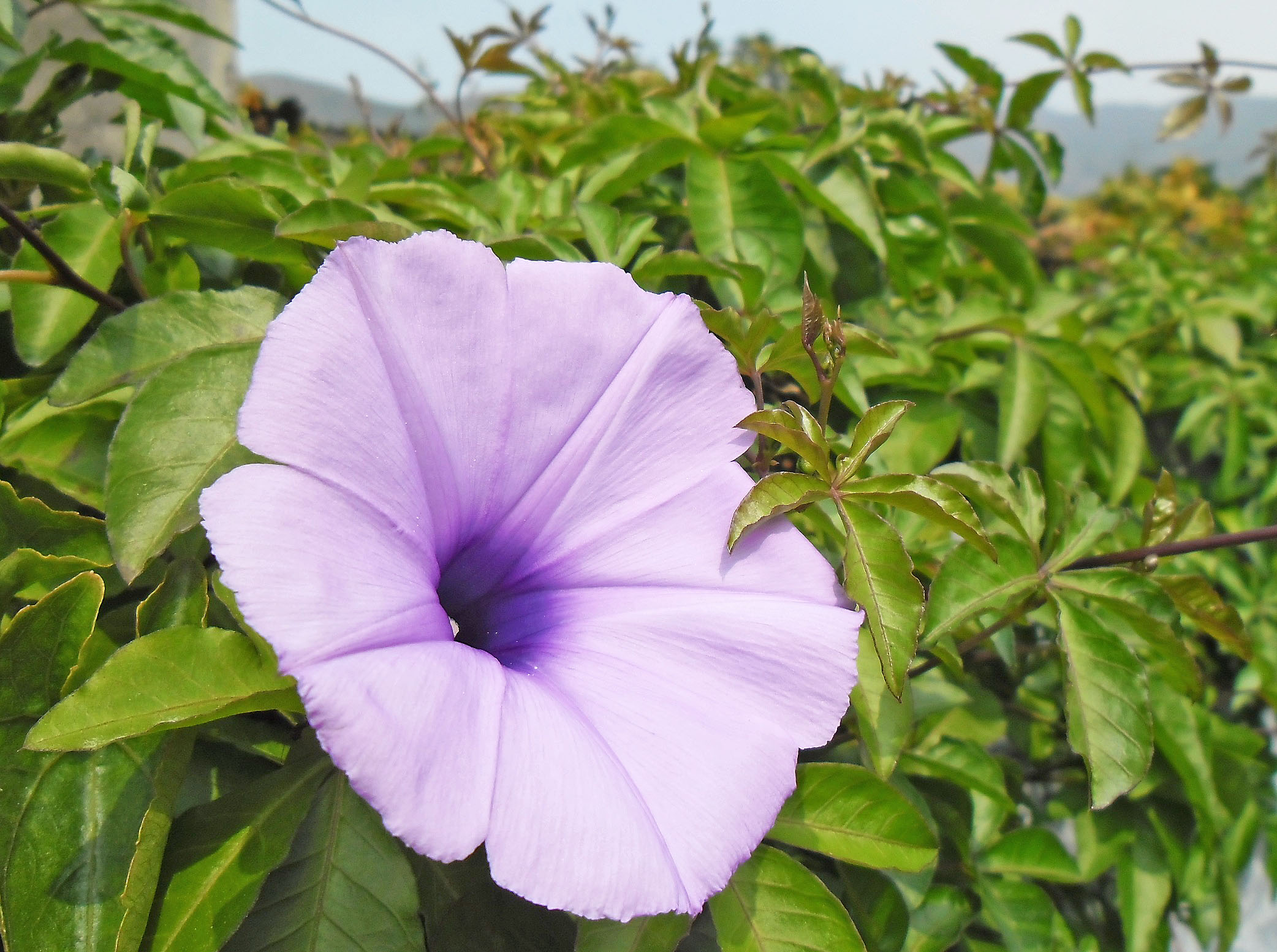
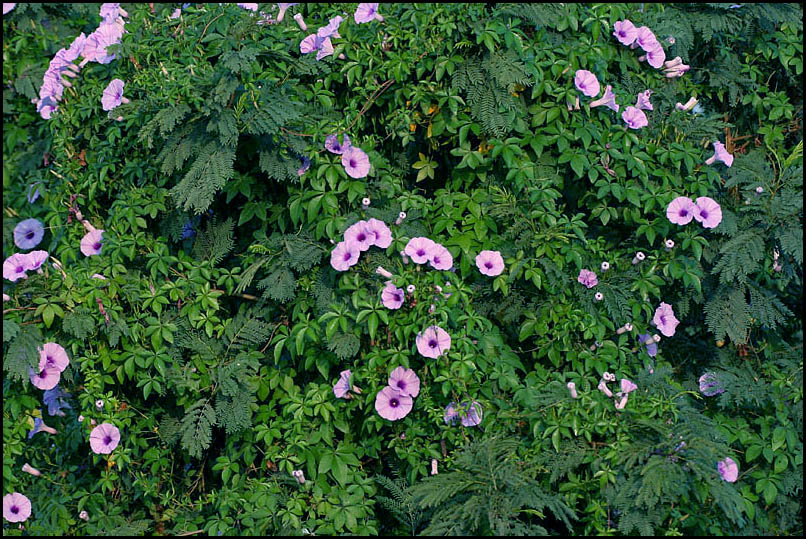
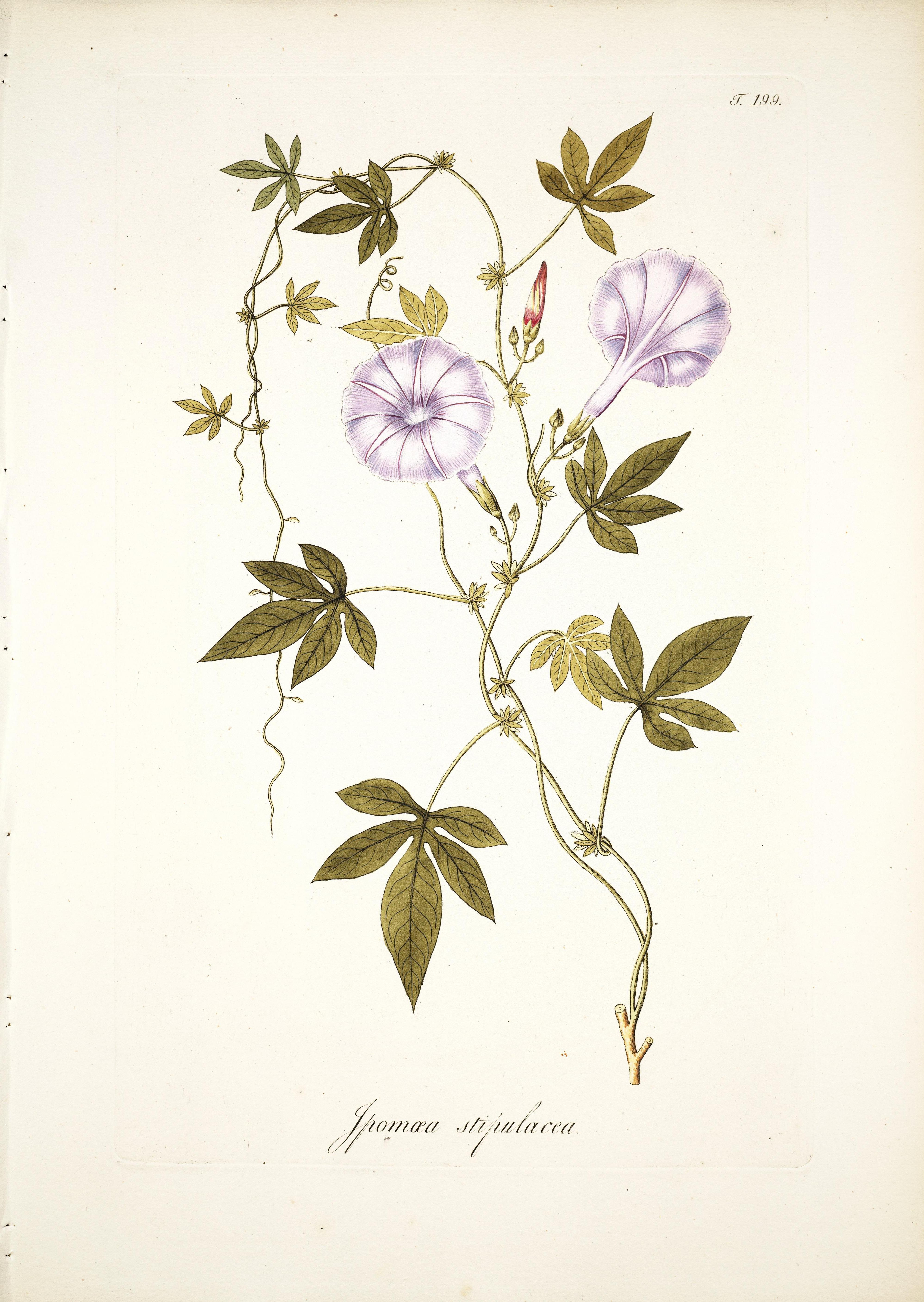